# Lède
La Lède è un fiume del sud della Francia che scorre nel dipartimento di Lot e Garonna. È un affluente del Lot alla riva destra, dunque un subaffluente della Garonna.

## Geografia
Lunga 54,1 km, la Lède nasce nel dipartimento di Lot e Garonna presso Lacapelle-Biron nella località detta Capoulèze, nel comune di Blanquefort-sur-Briolance a un'altitudine di 206 metri.
La Lède confluisce nel Lot alla riva destra, all'altezza del comune di Casseneuil, in Lot e Garonna, a un'altezza di 42 metri s.l.m.

### Principali comuni attraversati
La Lède attraversa dodici comuni in un solo dipartimento (Lot e Garonna), i cui principali sono:
- Blanquefort-sur-Briolance, Lacapelle-Biron, Gavaudun, Monflanquin, Villeneuve-sur-Lot, Le Lédat, che prende il nome dalla Lède, Casseneuil

### Toponimi
La Lède ha dato il proprio nome ai tre comuni seguenti:
- Montagnac-sur-Lède, La Sauvetat-sur-Lède[1] e (Le) Lédat.